# Albert Redlhammer
Albert Redlhammer (7. srpna 1832 Liberec-Kristiánov – 8. července 1876 Bubeneč) byl rakouský a český podnikatel a politik německé národnosti, v 70. letech 19. století poslanec Českého zemského sněmu a Říšské rady.

## Biografie
Profesí byl podnikatelem v textilním průmyslu. Pocházel z podnikatelské rodiny Redlhammerových, která od přelomu 18. a 19. století působila v Čechách, zpočátku v Praze, pak na Liberecku. V polovině století převzal spolu s bratrem Eduardem Redlhammerem (1829–1916) textilní firmu Gebrüder Redlhammer. V roce 1867 z ní ale vystoupil a podnik později vedli Eduardovi synové Eduard Ludwig Redlhammer a Albert Redlhammer mladší. V roce 1871 se uvádí jako fabrikant, bytem v Praze.
V 70. letech 19. století se krátce zapojil i do zemské a celostátní politiky (podobně jako předtím jeho bratr). V zemských volbách v roce 1870 byl zvolen v kurii obchodních a živnostenských komor (obvod Liberec) na Český zemský sněm. Zasedal také v Říšské radě (celostátní zákonodárný sbor), kam ho vyslal zemský sněm roku 1871 (tehdy ještě Říšská rada nevolena přímo, ale tvořena delegáty jednotlivých zemských sněmů).